# Генрі Марадьяга
Генрі Альберто Марадьяга Галеано (ісп. Henry Alberto Maradiaga Galeano, нар. 5 лютого 1990, Халапа) — нікарагуанський футболіст, воротар клубу «Мунісипаль» та національної збірної Нікарагуа.

## Клубна кар'єра
Генрі Марадьяга розпочав виступи у професійних клубах у 2010 році в команді «Реал Естелі». У команді виступав переважно в молодіжному складі, й у 2013 році перейшов до складу іншого нікарагуанського клубу «Депортіво» (Окотал). На початку 2015 рокустав гравцем клубу УНАН з Манагуа, утім вже в середині року повернувся до «Реал Естелі», де грав протягом трьох років, та двічі поспіль у 2016 та 2017 роках ставав чемпіоном країни. У 2018 році Генрі Марадьяга перейшов до клубу «Ювентус Манагуа», ворота якого захищав до 2019 року. У 2019 році повернувся до «Реала Естелі», де грав протягом року. У 2020 році став гравцем клубу «Мунісипаль» зі свого рідного міста Халапа.

## Виступи за збірну
У 2017 році Генрі Марадьягу включили до складу збірної Нікарагуа для участі в розіграшу Золотого кубка КОНКАКАФ 2017 року, проте на цьому турнірі він на поле не виходив, залишившись у запасі. Дебютував у збівній 25 березня 2018 рокув товариському матчі зі збірною Куби, пропустивши в ньому 3 м'ячі. У 2019 році Генрі Марадьяга включений до складу збірної країни для участі в розіграшу Золотого кубка КОНКАКАФ 2019 року, на якому провів 2 матчі групового турніру. Усього на кінець 2020 року зіграв у складі збірної 7 матчів, у яких пропустив 19 м'ячів.